# Reit (Eberspoint)
Reit war ein Gemeindeteil der damaligen Gemeinde Eberspoint.
Die Einöde an der Straße zwischen Eberspoint und Raffelberg hatte im Jahr 1970 zwei Einwohner. Seit der Eingemeindung von Eberspoint nach Velden im Jahr 1978 wird Reit nicht mehr als Gemeindeteil geführt.
Die Lage der damaligen Einöde ist heute Reitstraße 11 in Eberspoint. Hier war im 19. Jahrhundert die Schmid in der Reid.
Der dort erhaltene Einfirsthof, bezeichnet 1827, ist ein gelistetes Baudenkmal. Das etwa 25 Meter lange und zehn Meter breite Gebäude ist ein zweigeschossiger Flachsatteldachbau mit Blockbau-Obergeschoss und Giebellaube.